# The Red House Report

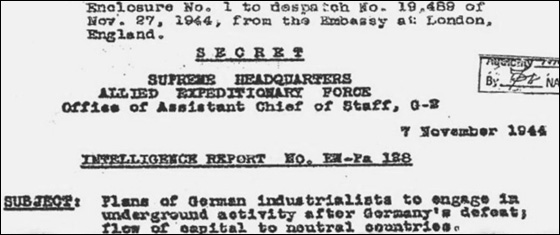
Première page du rapport.

Pour les articles homonymes, voir Maison rouge.
The Red House Report (en français Le Rapport Maison Rouge) désigne le rapport nommé officiellement US Military Intelligence report EW-Pa 128, rédigé le 7 novembre 1944 et à présent déclassifié, détaillant les plans du Troisième Reich pour prospérer après sa perte certaine de la Seconde Guerre mondiale. Il fut rédigé par les services de renseignements des États-Unis à la suite d'une réunion d'industriels allemands censée s'être déroulée à l'hôtel Maison Rouge à Strasbourg le 10 août 1944.

## Historique
Le rapport fut envoyé au secrétaire d'État Cordell Hull.
Néanmoins, il n'y a aucune preuve que ce rapport existe réellement ailleurs que dans les écrits de LeBor et une poignée de sources non confirmées.

## Participants
- Obergruppenführer SS Scheid
- Dr Bosse du ministère de l'Armement
- Représentants de Volkswagen, Krupp, Messerschmitt
- Officiers et hauts fonctionnaires de la marine du ministère de l'Armement.

## Théories du complot
Ce rapport est mis en parallèle avec la création de l'Union européenne pour souligner un lien entre celle-ci et un éventuel quatrième Reich, planifié par certains décideurs nazis durant la guerre. D'autres auteurs ont enrichi cette grille de lecture, sans pour autant faire référence au rapport maison rouge, soulignant par exemple un mémorandum rédigé par Herbert Martini, chef du service de crédit au ministère de l'Économie du Reich, prévoyant une confédération d'États européens, une union monétaire soutenue par l'instauration d'une Banque européenne à Vienne, une fixation des cours de change, une partie de ce mémorandum ayant servi de base aux statut de la Banque centrale européenne. Martini avait fait savoir qu'un avantage particulier résidait dans le fait qu'une union monétaire faisait sur le plan de la politique extérieure la démonstration de l'autonomie des pays bien qu'au sein de l'espace monétaire les pays seraient suffisamment liés à l'Allemagne pour rendre toute sortie de l'Union impossible.

## Dans la littérature
Le rapport inspira l'auteur Adam LeBor pour l'écriture de son roman The Budapest Protocol.